# Rigotte de Condrieu
Rigotte de Condrieu est une appellation fromagère française issue du terroir du massif du Pilat, dans le Rhône-Alpes, protégée commercialement par une AOC depuis 2009 et par une AOP depuis 2013. 
Cette appellation est attachée traditionnellement à un fromage au lait cru de chèvre, à pâte molle à croûte naturelle, rond, de couleur ivoire à bleue sur toute la surface.
Dans le cadre commercial, le cahier des charges de l'AOC définit la forme par un petit cylindre de 4,2 à 5 cm de diamètre et de 1,9 à 2,4 cm de hauteur,. Pour l’alimentation des chèvres, l’utilisation de fourrage ensilé n'est pas permis toutefois le fourrage enrubanné (semi-ensilage) est accepté. Les aliments végétaux génétiquement modifiés sont interdits. 
Cette appellation fromagère fait partie des AOC françaises par décret no 2009-49 du 13 janvier 2009, paru au journal officiel du 15 janvier 2009. C'est la 45e appellation de fromage français ayant obtenu cette protection.
Sa meilleure période de consommation s'étend de mai à août.

## Histoire
À l'origine, la transformation du lait en rigotte de Condrieu était exclusivement une élaboration paysanne destinée à la consommation du ménage. Il était possible que du lait de vache fût ajouté si une vache était présente au sein du cheptel.
Le nom de « rigotte » est tiré des ruisseaux descendant les pentes du massif du Pilat nommés rigole ou rigot en francoprovençal et en auvergnat.
Condrieu est une commune rhodanienne faisant partie du parc naturel régional du Pilat dans sa partie orientale.

## Consommation
Si la rigotte est destinée à la commercialisation, huit jours d'affinage sont nécessaires au minimum.

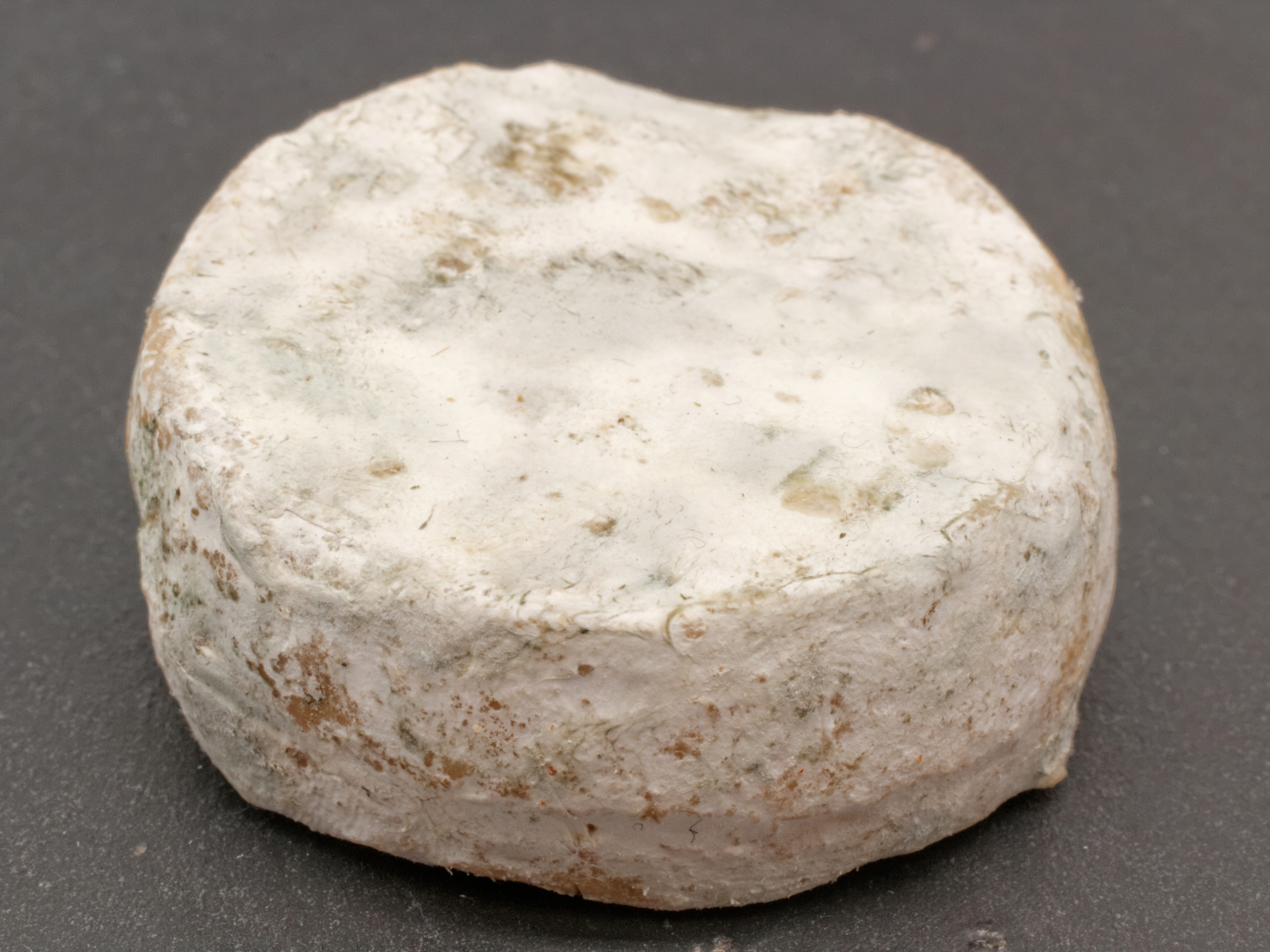
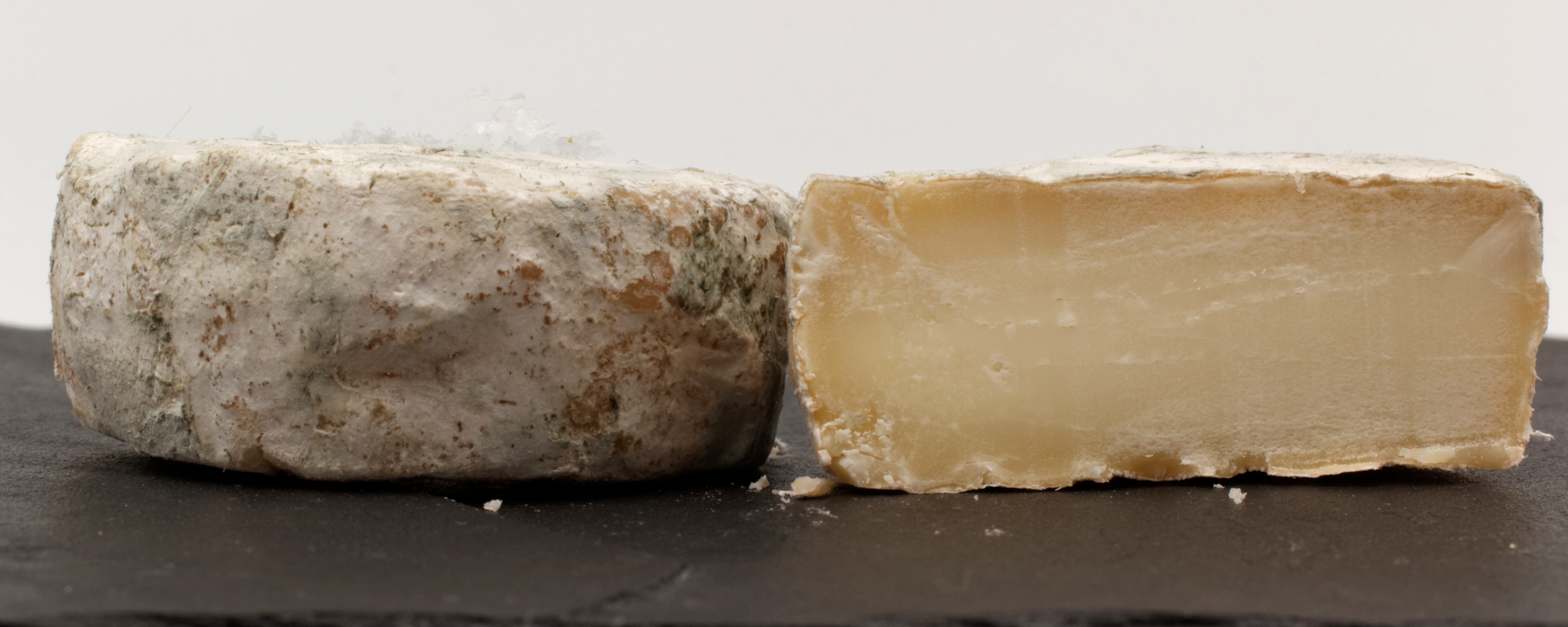
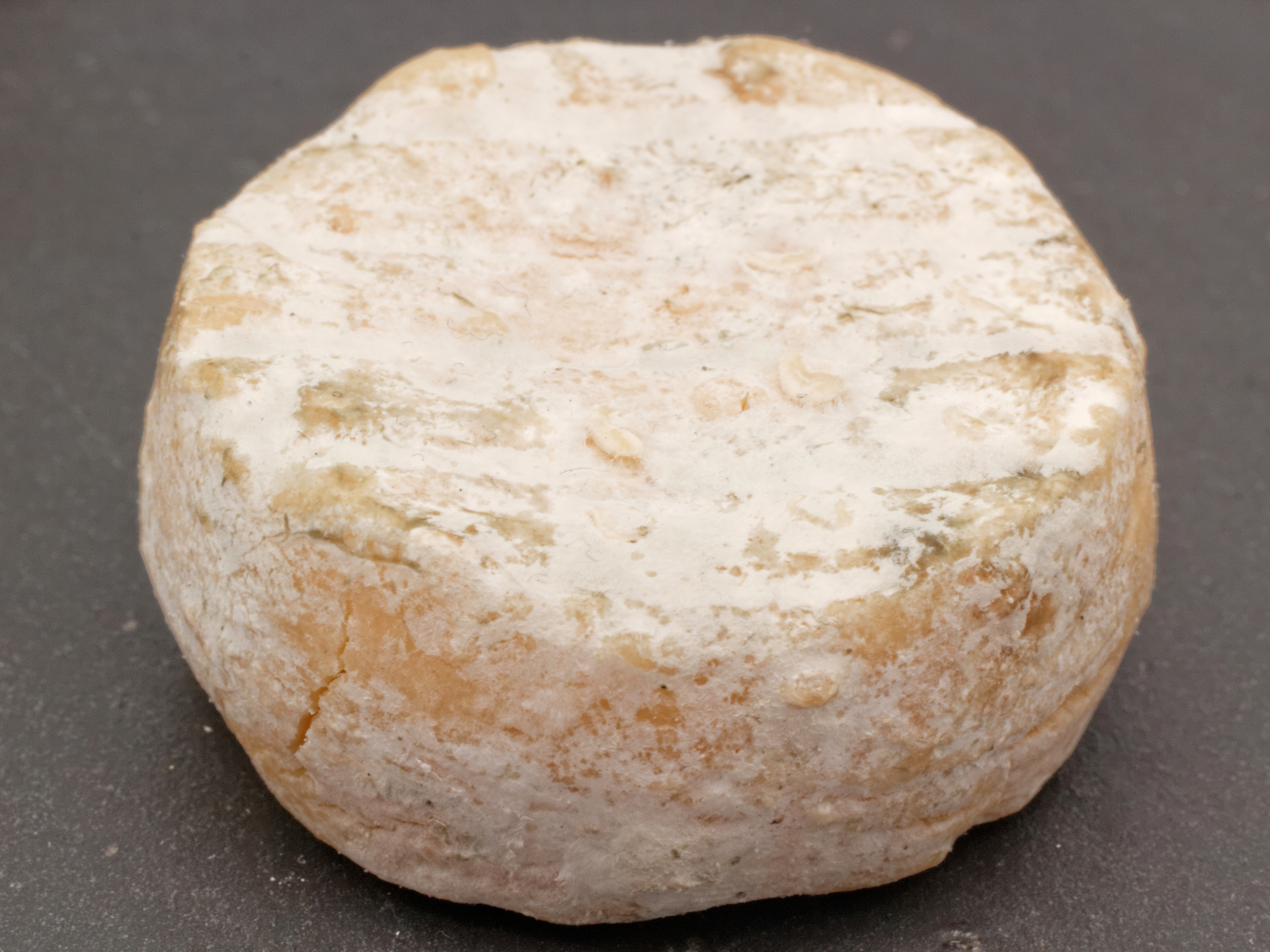
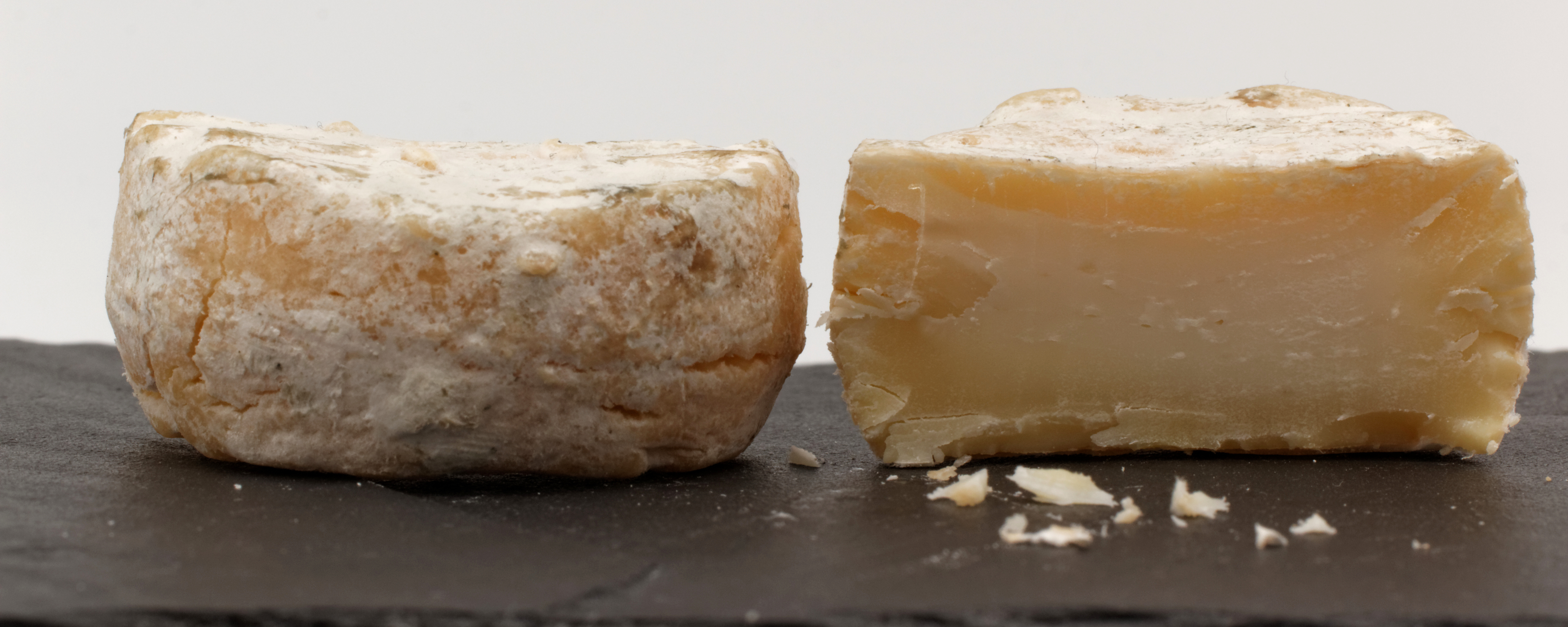

## Production
|                                    | 2011 | 2012 | 2013 | 2014 | 2015 | 2016 |
| ---------------------------------- | ---- | ---- | ---- | ---- | ---- | ---- |
| Tonnage total commercialisé en AOC | 80   | 79   | 78   | 86   | 93   | 100  |
| Dont production fermière           | nd   | nd   | nd   | 22   | 24   | 24   |